# 1281

## Události
- léto – z uherského zajetí se vrací Mikuláš Opavský
- krutý nedostatek potravin v Čechách a na Moravě
- druhý mongolský útok na Japonsko je zastaven tajfunem, který Japonci nazývají kamikaze „božský vítr“

## Narození
- 4. srpna – Chajsan, třetí císař říše Jüan a sedmý veliký chán mongolské říše († 27. ledna 1311)
- ? – Jurij III. Daniilovič, kníže moskevský a velkokníže vladimirský († 21. listopadu 1325)
- ? – Orhan I., druhý osmanský emír († 1362)
- ? – Jindřich z Lancasteru, anglický šlechtic a hrabě († 22. září 1345)

## Úmrtí
- 16. února – Gertruda z Hohenbergu, rakouská vévodkyně a římská královna jako první manželka Rudolfa Habsburského (* 1225)
- 17. února – Bruno ze Schauenburku, německý šlechtic a duchovní, biskup olomoucký (* 1205)
- 24. srpna – Vilemína z Milána, nejprve světice, později prohlášena kacířkou (* 1210)
- 10. září – Jan II. Braniborský, markrabě braniborský a pán z Krosna (* 1237)
- 21. prosince – Hartmann Habsburský, hrabě z Habsburgu a Kyburgu, druhorozený syn Rudolfa I. a Gertrudy z Hohenbergu (* 1263)
- 24. prosince – Jindřich V. Lucemburský, lucemburský hrabě (* 1216)
- ? – Jindřich V. z Kuenringu, rakouský šlechtic (* ?)

## Hlava státu
- České království – Václav II.
- Svatá říše římská – Rudolf I. Habsburský – Alfons X. Kastilský
- Papež – Martin IV.
- Anglické království – Eduard I.
- Francouzské království – Filip III.
- Polské knížectví – Lešek II. Černý
- Uherské království – Ladislav IV. Kumán
- Kastilské království – Alfons X. Moudrý
- Portugalské království – Dinis
- Byzantská říše – Michael VIII. Palaiologos